# Список высших учебных заведений Татарстана
В список высших учебных заведений Татарстана включены образовательные учреждения высшего и высшего профессионального образования, находящиеся на территории Республики Татарстан и участвовавшие в мониторинге Министерства образования и науки Российской Федерации 2015 года. Этим критериям в Татарстане соответствуют 24 вуза и 43 филиала.
Филиалы вузов, головные организации которых находятся в иных субъектах федерации, сгруппированы в отдельном списке. Порядок следования элементов списка — алфавитный.
Вузы, лицензия которых не действует на 31 января 2016 года, отмечены цветом.

## Список высших образовательных учреждений
| Название                                                                              | Категория         | Год основания | Месторасположение | Число студентов |
| ------------------------------------------------------------------------------------- | ----------------- | ------------- | ----------------- | --------------- |
| Академия социального образования                                                      | негосударственный | 1993          | Казань            | 1245            |
| Альметьевский государственный нефтяной институт                                       | государственный   | 1956          | Альметьевск       | 4187            |
| Институт социальных и гуманитарных знаний                                             | негосударственный | 1991          | Казань            | 13140           |
| Институт экономики, управления и права                                                | негосударственный | 1994          | Казань            | 3059            |
| Казанская государственная академия ветеринарной медицины имени Н. Э. Баумана          | государственный   | 1873          | Казань            | 1819            |
| Казанская государственная консерватория имени Н. Г. Жиганова                          | государственный   | 1945          | Казань            | 684             |
| Казанский (Приволжский) федеральный университет                                       | государственный   | 1804          | Казань            | 28964           |
| Казанский государственный аграрный университет                                        | государственный   | 1922          | Казань            | 5191            |
| Казанский государственный архитектурно-строительный университет                       | государственный   | 1930          | Казань            | 6928            |
| Казанский государственный медицинский университет                                     | государственный   | 1814          | Казань            | 4616            |
| Казанский государственный университет культуры и искусств                             | государственный   | 1969          | Казань            | 2401            |
| Казанский государственный энергетический университет                                  | государственный   | 1968          | Казань            | 9597            |
| Казанский институт менеджмента                                                        | негосударственный | 2012          | Казань            | 117             |
| Казанский институт предпринимательства и права                                        | негосударственный | 1997          | Казань            |                 |
| Казанский институт финансов, экономики и информатики                                  | негосударственный | 2003          | Казань            | 131             |
| Казанский национальный исследовательский технический университет имени А. Н. Туполева | государственный   | 1932          | Казань            | 9804            |
| Казанский национальный исследовательский технологический университет                  | государственный   | 1890          | Казань            | 19729           |
| Камский институт                                                                      | негосударственный | 1995          | Набережные Челны  |                 |
| Камский институт искусств и дизайна                                                   | негосударственный | 2003          | Набережные Челны  |                 |
| Набережночелнинский государственный торгово-технологический институт                  | государственный   | 1972          | Набережные Челны  | 1287            |
| Набережночелнинский институт социально-педагогических технологий и ресурсов           | государственный   | 1990          | Набережные Челны  | 3717            |
| Поволжская государственная академия физической культуры, спорта и туризма             | государственный   | 2010          | Казань            | 1554            |
| Российский исламский институт                                                         | негосударственный | 1998          | Казань            |                 |
| Университет управления «ТИСБИ»                                                        | негосударственный | 1992          | Казань            | 4362            |

## Список филиалов высших образовательных учреждений
| Название | Категория         | Год основания | Месторасположение | Месторасположение головной организации | Число студентов |
| --- | ----------------- | ------------- | ----------------- | -------------------------------------- | --------------- |
| Альметьевский филиал Университета управления «ТИСБИ» | негосударственный |               | Альметьевск       | Казань                                 | 380             |
| Альметьевский филиал Казанского национального исследовательского технического университета имени А. Н. Туполева                                                        | государственный   | 2001          | Альметьевск       | Казань                                 | 1443            |
| Альметьевский филиал Института экономики, управления и права | негосударственный |               | Альметьевск       | Казань                                 | 729             |
| Арский филиал Академии социального образования | негосударственный | 2002          | Арск              | Казань                                 |                 |
| Бугульминский филиал Казанского национального исследовательского технического университета имени А. Н. Туполева                                                        | государственный   | 1999 2002     | Бугульма          | Казань                                 |                 |
| Бугульминский филиал Казанского национального исследовательского технологического университета                                                                         | государственный   | 1995          | Бугульма          | Казань                                 | 633             |
| Бугульминский филиал Института экономики, управления и права | негосударственный |               | Бугульма          | Казань                                 | 434             |
| Буинский филиал Академии социального образования | негосударственный | 2001          | Буинск            | Казань                                 |                 |
| Елабужский институт Казанского (Приволжского) федерального университета                                                                                                | государственный   | 2011          | Елабуга           | Казань                                 | 4445            |
| Елабужский филиал Казанского национального исследовательского технического университета имени А. Н. Туполева                                                           | государственный   |               | Елабуга           | Казань                                 |                 |
| Елабужский филиал Института социальных и гуманитарных знаний | негосударственный | 1999          | Елабуга           | Казань                                 | 642             |
| Зеленодольский институт машиностроения и информационных технологий (филиал Казанского национального исследовательского технического университета имени А. Н. Туполева) | государственный   | 1999 2002     | Зеленодольск      | Казань                                 | 704             |
| Зеленодольский филиал Института экономики, управления и права | негосударственный |               | Зеленодольск      | Казань                                 | 122             |
| Казанский филиал Московская академия предпринимательства при Правительстве Москвы                                                                                      | негосударственный |               | Казань            | Москва                                 | 292             |
| Казанский институт Российского экономического университета имени Г. В. Плеханова                                                                                       | государственный   |               | Казань            | Москва                                 |                 |
| Казанский кооперативный институт (филиал Российского университета кооперации)                                                                                          | негосударственный |               | Казань            | Мытищи                                 |                 |
| Казанский филиал Московского государственного университета путей сообщения                                                                                             | государственный   |               | Юдино             | Москва                                 | 345             |
| Казанский филиал Российской международной академии туризма | негосударственный | 1998          | Казань            | Химки                                  | 498             |
| Казанский филиал Академии труда и социальных отношений | негосударственный |               | Казань            | Москва                                 |                 |
| Казанский филиал Волжского государственного университета водного транспорта                                                                                            | государственный   | 1904          | Казань            | Нижний Новгород                        | 353             |
| Казанский филиал Поволжского государственного университета телекоммуникаций и информатики                                                                              | государственный   | 2005          | Казань            | Самара                                 | 387             |
| Казанский филиал Российского государственного университета правосудия                                                                                                  | государственный   | 2001          | Казань            | Москва                                 | 1461            |
| Казанский институт Всероссийского государственного университета юстиции                                                                                                | государственный   | 2002          | Казань            | Москва                                 | 690             |
| Лениногорский филиал Казанского национального исследовательского технического университета имени А. Н. Туполева                                                        | государственный   | 1997          | Лениногорск       | Казань                                 | 1008            |
| Мензелинский филиал Института социальных и гуманитарных знаний | негосударственный | 2003          | Мензелинск        | Казань                                 |                 |
| Набережночелнинский институт Казанского (Приволжского) федерального университета                                                                                       | государственный   | 1997          | Набережные Челны  | Казань                                 | 9226            |
| Набережночелнинский филиал Университета управления «ТИСБИ» | негосударственный | 1992          | Набережные Челны  | Казань                                 | 1897            |
| Набережночелнинский филиал Нижегородского государственного лингвистического университета имени Н. А. Добролюбова                                                       | государственный   | 1998          | Набережные Челны  | Нижний Новгород                        |                 |
| Набережночелнинский филиал Казанского национального исследовательского технического университета имени А. Н. Туполева                                                  | государственный   | 2001          | Набережные Челны  | Казань                                 | 1016            |
| Набережночелнинский филиал Института экономики, управления и права | негосударственный |               | Набережные Челны  | Казань                                 | 2081            |
| Набережночелнинский филиал Института социальных и гуманитарных знаний                                                                                                  | негосударственный | 2011          | Набережные Челны  | Казань                                 |                 |
| Нижнекамский институт информационных технологий и телекоммуникаций (филиал Казанского национального исследовательского технического университета имени А. Н. Туполева) | государственный   |               | Нижнекамск        | Казань                                 | 810             |
| Нижнекамский филиал Московского гуманитарно-экономического института                                                                                                   | негосударственный | 1995          | Нижнекамск        | Москва                                 | 806             |
| Нижнекамский филиал Института экономики, управления и права | негосударственный |               | Нижнекамск        | Казань                                 | 1193            |
| Нижнекамский химико-технологический институт (филиал Казанского национального исследовательского технологического университета)                                        | государственный   | 1963          | Нижнекамск        | Казань                                 | 3194            |
| Филиал в Казани Московского государственного академического художественного института имени В. И. Сурикова                                                             | государственный   | 2008          | Казань            | Москва                                 | 76              |
| Филиал в Казани Российского государственного гуманитарного университета                                                                                                | государственный   |               | Казань            | Москва                                 |                 |
| Филиал в Чистополе Казанского (Приволжского) федерального университета                                                                                                 | государственный   | 1991          | Чистополь         | Казань                                 |                 |
| Чистопольский филиал Института экономики, управления и права | негосударственный |               | Чистополь         | Казань                                 | 514             |
| Чистопольский филиал «Восток» Казанского национального исследовательского технического университета имени А. Н. Туполева)                                              | государственный   | 1987          | Чистополь         | Казань                                 | 552             |